# Nyximyia nigra
Nyximyia nigra là một loài ruồi trong họ Asilidae. Nyximyia nigra được Hull miêu tả năm 1962. Loài này phân bố ở miền Australasia.